# Heteralepas gettysburgensis
Heteralepas gettysburgensis is een rankpootkreeftensoort uit de familie van de Heteralepadidae. De wetenschappelijke naam van de soort is voor het eerst geldig gepubliceerd in 2017 door Lobo & Tuaty-Guerra.